# حسین‌آباد (نازیل، سه)
حسین‌آباد یا موتورعبدالواحد روستایی در دهستان چاه احمد بخش نازیل شهرستان تفتان استان سیستان و بلوچستان ایران است.

## جمعیت
بر پایه سرشماری عمومی نفوس و مسکن در سال ۱۳۹۵ جمعیت این روستا ۱۶۰ نفر (۵۶خانوار) بوده‌است.